# Северњак
Северњак (енгл. The Northman) је амерички историјски епско-фантастични филм из 2022. године, редитеља Роберта Егерса, који је и написао сценарио заједно са Сјоном. Филм је смештен на прелазу из десетог века на Исланду, док главну улогу тумачи Александер Скарсгорд као викиншки принц Амлет, који креће у осветничку мисију након што му је оца убио стриц. Остале улоге тумаче Никол Кидман, Клес Банг, Анја Тејлор-Џој, Итан Хок, Бјерк и Вилем Дафо. Филм је сниман од августа до децембра 2020. на више места широм Ирске.
Светска премијера филма је била 28. марта 2022. у Стокхолму, док га је Focus Features објавио 22. априла 2022. у биоскопима у САД. Taramount Film је објавио филм 14. априла 2022. у биоскопима Србији. Добио је позитивне рецензије критичара, уз посебне похвале за режију, продукцију, атмосферу и глумачку поставу.

## Радња
Године 895, краљ Аурвандил се враћа у своје краљевство на острву Храфнсеј након својих прекоморских освајања, и поново се сусреће са својом женом, краљицом Гудрун, и сином и наследником, принцем Амлетом. Њих двојица учествују у духовној церемонији коју надгледа Аурвандилова дворска луда, Хејмир. Следећег јутра, маскирани ратници које је послао Аурвандилов брат Фјолнир постављају заседу за краља и убијају га. Фјолниров хускарл Финр покушава да убије Амлета, али му овај одсеца нос и бежи. Након што је видео да му је село масакрирано и да му је стриц одвео мајку која је вриштала, Амлет бежи чамцем заклевши се да ће осветити оца, спасити своју мајку и убити Фјолнира.
Амлета је на крају пронашла група Викинга и одгајала међу њима као берсерка. Годинама касније, након напада на једно село у руској земљи, Амлет наилази на Пророчицу у Световидовом храму; Пророчица предвиђа да ће се Амлет ускоро осветити Фјолниру. Амлет сазнаје да је Фјолнира збацио Харалд од Норвешке и да живи у егзилу на Исланду. Амлет се ушуњава на брод за превоз робова који иде ка Исланду. Представљајући се као роб, он наилази на словенску робињу по имену Олга, која тврди да је чаробница. По доласку, Амлет и остали робови су одведени на Фјолнирову фарму, где се открива да му је краљица Гудрун, сада Фјолнирова жена, родила сина Гунара.
Једне ноћи, Амлет бежи са фарме и наилази на Врача, који води духовни дијалог између Амлета и покојног Хејмира, за кога се открило да га је Фјолнир убио. Затим говори Амлету о магичном мачу и његовој локацији, који Амлет касније добија након борбе са немртвим духом. Дан касније, Амлет је изабран да се такмичи у игри кнатлеикра. Игра постаје насилна и Амлет спашава Гунара, који трчи желећи да игра, од шампиона ривалског тима Торфинра.
Током вечерњег славља, Амлет и Олга се поново састају и воде љубав. Обећавају да ће заједно радити на савладавању Фјолнира и његових људи. Током наредних ноћи, Амлет убија неколико Фјолнирових људи, а Олга меша њихову храну са психоделичним печуркама, дозвољавајући Амлету да уђе у Фјолнирову кућу. Тамо налази своју мајку Гудрун, која открива да је првобитно била одведена у ропство и да је Амлетово зачеће резултат силовања. Затим покушава да заведе свог сина, истовремено откривајући да је она наредила Фјолниру да убије Аурвандила и Амлета, као и да су јој дражи Фјолнир и њен нови син Гунар. Амлет напушта Гудрун, бесан, и убија Фјолнировог најстаријег и одраслог сина, Торира, у сну и краде му срце.
У покушају да открије ко је убио његовог сина, Фјолнир прети да ће убити Олгу, због чега се Амлет открива као одговоран и мења Олгин живот за Торирово срце. После тешког премлаћивања, Амлета је ослободило јато гавранова, које је наизглед послао Один. Олга убрзо спасава Амлета са фарме и њих двоје беже, планирајући да оду код Амлетових рођака на Оркнијска острва. Напуштајући Исланд чамцем, Амлет открива да је Олга трудна са близанцима, од којих ће једна постати краљица-дева коју је прорекла Пророчица. У страху да његова деца никада неће бити безбедна док је Фјолнир жив, Амлет скаче са чамца противно Олгиној жељи, решен да коначно убије Фјолнира.
Назад на фарми, Амлет ослобађа робове и убија већину Фјолнирових људи, укључујући Финра. Док трага за Фјолниром, Амлета нападају Гудрун и Гунар. Амлет се брани, убија их обоје, али бива тешко повређен. Фјолнир открива тела и договара двобој са Амлетом код капија Хела − вулкана Хекла − како би решио сукоб путем холмганга. Код вулкана, Амлет и Фјолнир се упуштају у жестоку борбу мачевима која на крају резултира обостраном смрћу. Док умире и почиње да се уздиже у Валхалу, Амлет има визију о будућности у којој Олга грли њихову децу близанце.

## Улоге
| Глумац                  | Улога             |
| ----------------------- | ----------------- |
| Александер Скарсгорд    | Амлет             |
| Никол Кидман            | краљица Гудрун    |
| Клес Банг               | Фјолнир           |
| Анја Тејлор-Џој         | Олга              |
| Итан Хок                | краљ Аурвандил    |
| Вилем Дафо              | Хејмир Будала     |
| Густав Линд             | Торир             |
| Елиот Роуз              | Гунар             |
| Бјерк                   | Пророчица         |
| Елдар Скар              | Финр              |
| Фил Мартин              | Халгримр          |
| Ингвар Егерт Сигурдсон  | Врач              |
| Олвен Фуере             | Асхилдур Хофгитја |
| Кејт Дики               | Халдора Пикт      |
| Ијан Герард Вајт        | Торвалдр          |
| Мари Макартур           | Хакон Ајронбирд   |
| Хафтор Јулијус Бјернсон | Торфинр           |
| Доа Барни               | Мелкорка          |
| Ралф Ајнесон            | капетан Володимир |